# Nartnik szybiel
Nartnik szybiel (Limnoporus rufoscutellatus) – gatunek nawodnych pluskwiaków różnoskrzydłych z rodziny nartnikowatych i podrodziny Gerrinae.

## Taksonomia
Gatunek opisany został w 1807 roku przez Pierre’a-André Latreille’a, jako Gerris rufoscutellatus.

## Opis
Samce osiągają od 13 do 14,5 mm, a samice od 15 do 16,5 mm długości ciała. Głowa i przód przedplecza czarne, reszta przedplecza i półpokrywy rdzawobrązowe, a spód ciała ciemnobrunatny. Wzdłuż przedplecza ciągnie się jasny pasek, rozszerzający się w owalną plamę. Spodem odwłoka biegnie przez środek piaskowożółty pas. Piaskowożółte są również boczne części sternitów odwłokowych. Zakończenia boczne odwłoka kolczaste i długie.

## Biologia i ekologia
Pojawia się na powierzchni wód stojących i wolno płynących od marca. Zimuje na lądzie, gdzie udaje się w październiku.

## Rozprzestrzenienie
Gatunek zamieszkuje Palearktykę i Nearktykę. W Europie wykazany został z Austrii, Białorusi, Belgii, Bułgarii, Czech, Danii, Estonii, Finlandii, Francji, Grecji, Holandii, Irlandii, Litwy, Łotwy, Mołdawii, Niemiec, Norwegii, obwodu królewieckiego, Polski, Słowacji, Słowenii, Szwecji, Szwajcarii, Ukrainy, Węgier, Wielkiej Brytanii i Włoch.